# 5便士硬幣
5便士硬幣（英語：five pence）是一種英鎊硬幣，於1968年開始發行，以取代舊制的1先令硬幣。5便士硬幣正面有伊麗莎白二世肖像，於2015年設計。5便士硬幣最初由銅鎳合金（75%銅，25%鎳）鑄造，但自2011年開始，由於金屬價格上漲，已改由鍍鎳鋼鑄造。

## 外部連結
- Royal Mint – 5p coin（页面存档备份，存于）
- Coins of the UK – Decimal 5p coins（页面存档备份，存于）
- Coins from United Kingdom: Five Pence | Online Coin Club（页面存档备份，存于）